# Scaphyglottis caricalensis
Scaphyglottis caricalensis là một loài thực vật có hoa trong họ Lan. Loài này được (Kraenzl.) Correll miêu tả khoa học đầu tiên năm 1941.